# سوت‌زن پهلوزرد
سوت‌زن پهلوزرد(نام علمی: Hylocitrea bonensis) نام یک گونه از راسته گنجشک‌سانان است.